# Oklungen Station
Oklungen Station (Oklungen stasjon) var en jernbanestation på Vestfoldbanen, der lå i Porsgrunn kommune i Norge. Stationen bestod af tre spor og en perron. De sidste år den var i drift, blev den kun betjent efter behov af to-tre tog om dagen i hver retning.
Stationen blev åbnet 24. november 1882, da Vestfoldbanen blev forlænget fra Larvik til Skien. Oprindeligt hed den Aaklungen, men den skiftede navn til Oklungen i april 1921. Stationen blev fjernstyret 16. december 1971. Stationen blev nedlagt 7. august 2018 i forbindelse med de sidste arbejder forud for omlægningen af Vestfoldbanen ad en ny dobbeltsporet strækning mellem Larvik og Porsgrunn. Den nye strækning er en del af Bane Nors InterCity-projekt og følger hovedsageligt Europavej E18, om end den mest ligger i tunnel.
Stationsbygningen blev opført efter tegninger af Balthazar Lange i 1880. Den toetages bygning var opført i træ i laftekonstruktion og rummede oprindeligt ventesal, kontor og to tjenesteboliger for banevogtere. Den blev revet ned i 1985. Et udhus i bindingsværk blev opført i 1880.